# Плохов, Алексей Александрович
Алексей Александрович Плохов (17 апреля 1921, с. Терновка, Тамбовская губерния — 27 июня 2006) — советский военный лётчик, генерал-лейтенант авиации (1967). Герой Советского Союза (1944).

## Биография
Родился 17 апреля 1921 года в селе Терновка ныне Терновского района Воронежской области в семье крестьянина. Русский. Член ВКП(б)/КПСС с 1941 года. После окончания средней школы уехал в город Саратов. Работал коллектором в геологоразведочном тресте города Саратов. Учился в местном аэроклубе.
В 1939 году добровольцем ушёл на фронт, участвовал в войне с белофиннами в составе отдельного лёгкого лыжного батальона. В апреле 1940 года красноармеец А. А. Плохов был зачислен курсантом в Саратовскую военную школу пилотов. По окончании школы пилотов сержант А. А. Плохов получил направление в 7-й отдельный бомбардировочный полк (5-й авиационный корпус дальнего действия) Ленинградского военного округа.
В боях Великой Отечественной войны с первого дня. Первые боевые вылеты на бомбардировку врага сержант А. А. Плохов совершил вторым пилотом на бомбардировщике ТБ-3. Но были полёты не только в тыл врага. С ноября 1941 года по март 1942 года в составе полка участвовал в полётах в осаждённый Ленинград: доставлял продовольствие, вывозил эвакуированных. Зимой 1942 года участвовал в Вяземской воздушно-десантной операции. Освоил новый самолёт — Ли-2. К октябрю 1943 года командир звена гвардии лейтенант А. А. Плохов совершил 255 боевых вылетов на бомбардировку железнодорожных узлов, аэродромов, скоплений живой силы и техники противника, нанёс ему большой урон.
Указом Президиума Верховного Совета СССР от 13 марта 1944 года за образцовое выполнение заданий командования и проявленные мужество и героизм в боях с немецко-фашистскими захватчиками гвардии лейтенанту Плохову Алексею Александровичу присвоено звание Героя Советского Союза с вручением ордена Ленина и медали «Золотая Звезда».
В составе своего полка дошёл до конца войны. Последнее боевое задание выполнил 8 мая 1945 года в небе Берлина. К тому времени на счету командира эскадрильи капитана А. А. Плохова было уже 305 боевых вылетов.
После войны продолжал службу в ВВС, до 1949 года командовал авиаэскадрильей. В 1954 году окончил Военно-воздушную академию. Командовал сначала полком, затем дивизией в Дальней авиации. Генерал-майор авиации (22.02.1963), генерал-лейтенант авиации (23.02.1967). В 1968—1969 годах командовал 2-м тяжёлым бомбардировочным авиационным корпусом. В 1970 году окончил Высшие академические курсы при Военной академии Генштаба. С 1969 по 1980 годы был первым заместителем командующего Дальней авиацией. Принимал участие в испытании ядерного оружия на полигоне Новая Земля.
С 1986 года в отставке. Работал заместителем председателя Государственного авиационного надзора СССР с 1986 по 1991 годы. 
Жил в Москве. Умер 27 июня 2006 года. Похоронен в посёлке Монино Щёлковского района Московской области на Гарнизонном кладбище.
Заслуженный военный лётчик СССР (16.08.1968). Награждён двумя орденами Ленина (13.3.1944, 30.10.1967), тремя орденами Красного Знамени (12.03.1943, 29.02.1944, 21.02.1974), двумя орденами Отечественной войны 1-й степени (18.02.1945, 11.03.1985), двумя орденами Красной Звезды (20.06.1942, 30.12.1956), медалями, иностранными наградами.
Имя Героя Советского Союза Алексея Плохова присвоено стратегическому ракетоносцу Ту-160.

## Память
В центре села Терновка на пустыре в 1965 году в честь 20-летия Победы над фашистской Германией был установлен памятник воинам, погибшим в годы Великой Отечественной войны. Инициатором идеи был герой Советского союза, наш земляк, летчик Плохов А.А. 
Учениками 8-летней школы были высажены деревья и образовался сквер. 
8 мая 1975 года состоялось торжественное открытие памятника. Сквер находится в центре села. Рядом находятся: Сельский дом культуры, школ, детский сад.